# Alexander Moissi
Alexander Moissi (2. april 1879 i Triest – 23. marts 1935 i Wien) var en østrigsk skuespiller af albansk afstamning, og slægtning af Alfred Moisiu.